# ジョン・ワイリー・アンド・サンズ
ジョン・ワイリー・アンド・サンズ（John Wiley & Sons、略称: Wiley、NYSE: JW.A）は、1807年創業の科学、医学、教育などの分野の世界的な学術出版社である。
大学院のための教材、トレーニング教材、百科事典などの印刷、オンライン製品やオンラインサービスのような電子的情報も扱っている。『フォー・ダミーズ』シリーズの出版でも知られている。

## 歴史

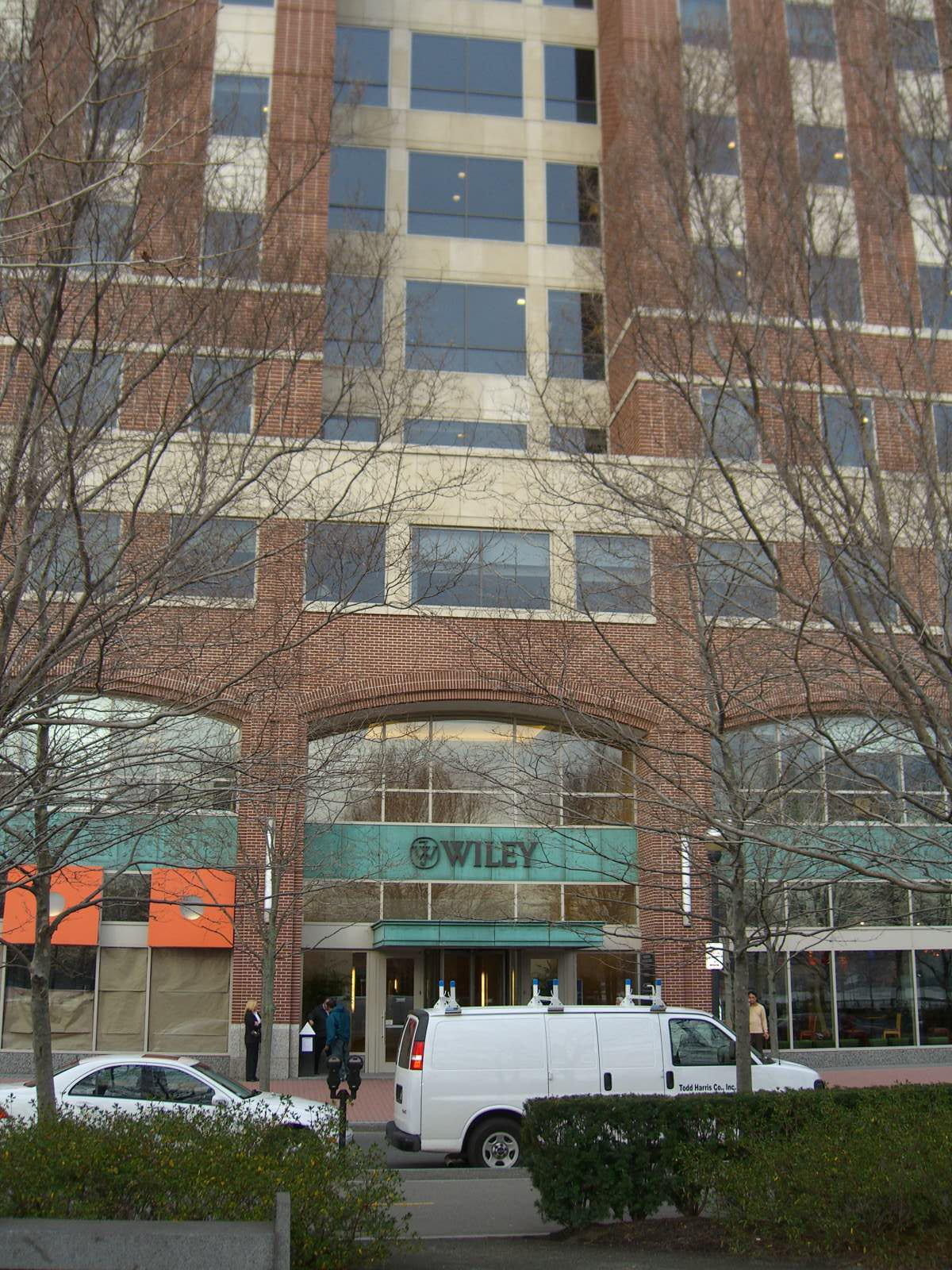
ニュージャージー州ホーボーケン本社

ワイリーは1807年にマンハッタンで印刷所としてチャールズ・ワイリーによって創設された。会社はジェイムズ・フェニモア・クーパーやワシントン・アーヴィング、ハーマン・メルヴィル、エドガー・アラン・ポーといった19世紀アメリカの文豪の作品や法律、宗教、その他のノンフィクション関係の本の出版社であった。ワイリーは後に科学、テクノロジー、工学分野へと対象を移した。
チャールズ・ワイリーの息子ジョン（1808年10月4日、ロングアイランド、フラットブッシュ生まれ、1891年2月21日、ニュージャージー州イーストオレンジで死去）は、1826年に父が死去したことを受け事業を引き継いだ。会社はその後、Wiley, Lane & Co.、Wiley & Putnam、John Wileyと名前を変えた。現在の名称となったのは、ジョンの次男ウィリアム・H・ワイリーと彼の兄弟チャールズが事業に加わった1876年のことであった。
20世紀を通じて、ワイリーはその出版活動と科学、高等教育を拡大した。1901年にノーベル賞が設立されて以降、ワイリーとその被買収会社は450名を超えるノーベル賞受賞者の著作を出版してきた。
世界で最古の独立出版社の一つであるワイリーは、2007年に創立200周年を迎えた。この年は1年を通じて、4大陸、10か国に渡って祝いの行事を開き、5月1日にはニューヨーク証券取引所のクロージング・ベルを鳴らした。